# بروکلند (آرکانزاس)
بروکلند (به انگلیسی: Brookland) یک شهر در ایالات متحده آمریکا است که در شهرستان کریگهید، آرکانزاس واقع شده‌است. بروکلند ۱۹٫۵۵ کیلومتر مربع مساحت و ۱٬۶۴۲ نفر جمعیت دارد و ۸۰ متر بالاتر از سطح دریا واقع شده‌است.